# Brookesia dentata
Brookesia dentata este o specie de cameleoni din genul Brookesia, familia Chamaeleonidae, descrisă de Mocquard 1900. A fost clasificată de IUCN ca specie în pericol. Conform Catalogue of Life specia Brookesia dentata nu are subspecii cunoscute.